# أسل نيوزيلندي
أسل نيوزيلندي (الاسم العلمي: Juncus novae-zelandiae) نوع نباتي يتبع جنس الأسل وينتمي إلى الفصيلة الأسلية.